# Saint-Caradec
Saint-Caradec är en kommun i departementet Côtes-d'Armor i regionen Bretagne i nordvästra Frankrike. Kommunen ligger i kantonen Loudéac som tillhör arrondissementet Saint-Brieuc. År 2022 hade Saint-Caradec 1 132 invånare.

## Befolkningsutveckling
Antalet invånare i kommunen Saint-Caradec
Referens:INSEE